# La hija del caníbal
La hija del caníbal (estrenada a Mèxic i als Estats Units com a Lucía, Lucía) és una pel·lícula de coproducció hispano-mexicana del 2003, el segon llargmetratge dirigit per Antonio Serrano. La història es basa en la novel·la homònima de la periodista espanyola Rosa Montero (1997). La pel·lícula és protagonitzada per l’actriu argentina Cecilia Roth, l'actor mexicà Kuno Becker i l’actor espanyol Carlos Álvarez-Nóvoa. El director de fotografia és Xavier Pérez Grobet.

## Sinopsi
Lucía, escriptora de llibres infantils, viatja de vacances al Brasil amb el seu marit, però el seu marit desapareix després d'anar al bany de l'aeroport. Més tard s'assabenta que va ser segrestat per un grup anomenat Partit Popular dels Treballadors que vol 20 milions de pesos d'ella. El seu marit li diu frenèticament que trobi els diners a la caixa forta de la seva tia. Amb l'ajuda dels seus veïns, una veterà de la Guerra Civil espanyola i un jove músic, Lucía surt a buscar els seus segrestadors. Finalment, descobreix la veritat sobre la seva desaparició després d’assabentar-se per la policia que el seu marit és acusat de formar part d’una elaborada estafa de malversació del Departament del Tresor del govern i possiblement ha simulat el seu segrest.

## Repartiment
- Cecilia Roth - Lucía
- Kuno Becker - Adrián
- Carlos Álvarez-Nóvoa - Félix
- Javier Díaz Dueñas - Inspector García
- Margarita Isabel - Mare de Lucía
- Max Kerlow - Vell Wehner
- Mario Iván Martínez - Mr. Wehner
- José Elías Moreno - Ramón
- Héctor Ortega - El Caníbal
- Enrique Singer - Subsecretari Ortiga

## Producció
La pel·lícula es va rodar durant un període de vuit setmanes a Ciutat de Mèxic i als voltants, així com a l'aeroport de Puebla i la Sierra Gorda de Querétaro. Als Estats Units, la pel·lícula es va estrenar amb el títol de Lucía, Lucía, ja que els productors pensaven que el nom La hija del caníbal (literalment, "La filla del caníbal") conduiria el públic a crec que la història parlava d'un caníbal.

## Recepció
La pel·lícula no va tenir tant èxit com la primera pel·lícula de Serrano Sexo, pudor y lágrimas. La seva producció de taquilla a Mèxic va ser de 10 milions de MNX $ (menys d'un milió dòlars). A Espanya es va estrenar el 21 de novembre de 2003 a 100 sales. Als Estats Units tenia una sortida de taquilla de 269.586 dòlars en només 50 cinemes. Actualment, la pel·lícula ocupa el lloc 204a de pel·lícules estrangeres amb més ingressos als Estats Units.
La pel·lícula va rebre crítiques de mixtes a negatives, amb una puntuació del 44% sobre Rotten Tomatoes; el consens afirma: "Una història de crisi de mitjana edat relativament senzilla està carregada de dispositius argumentals massa feixucs."

## Reconeixements
La pel·lícula va ser nominada als següents premis:
- XLVI edició dels Premis Arielde l'Acadèmia Mexicana d'Arts i Ciències Cinematogràfiques al "Millor guió adaptat" (Antonio Serrano)[6]
- MTV Movie Awards Mèxic per:
  - "Actor favoarit" (Kuno Becker)
  - "Millor cançó" (Kinky's Caníbal).